# Grã-Bretanha nos Jogos Olímpicos de Inverno de 1948
A Grã-Bretanha mandou 55 competidores que disputaram seis modalidades nos Jogos Olímpicos de Inverno de 1948, em St. Moritz, na Suíça. A delegação conquistou 2 medalhas no total, sendo duas de bronze.